# Piotr Anderszewski

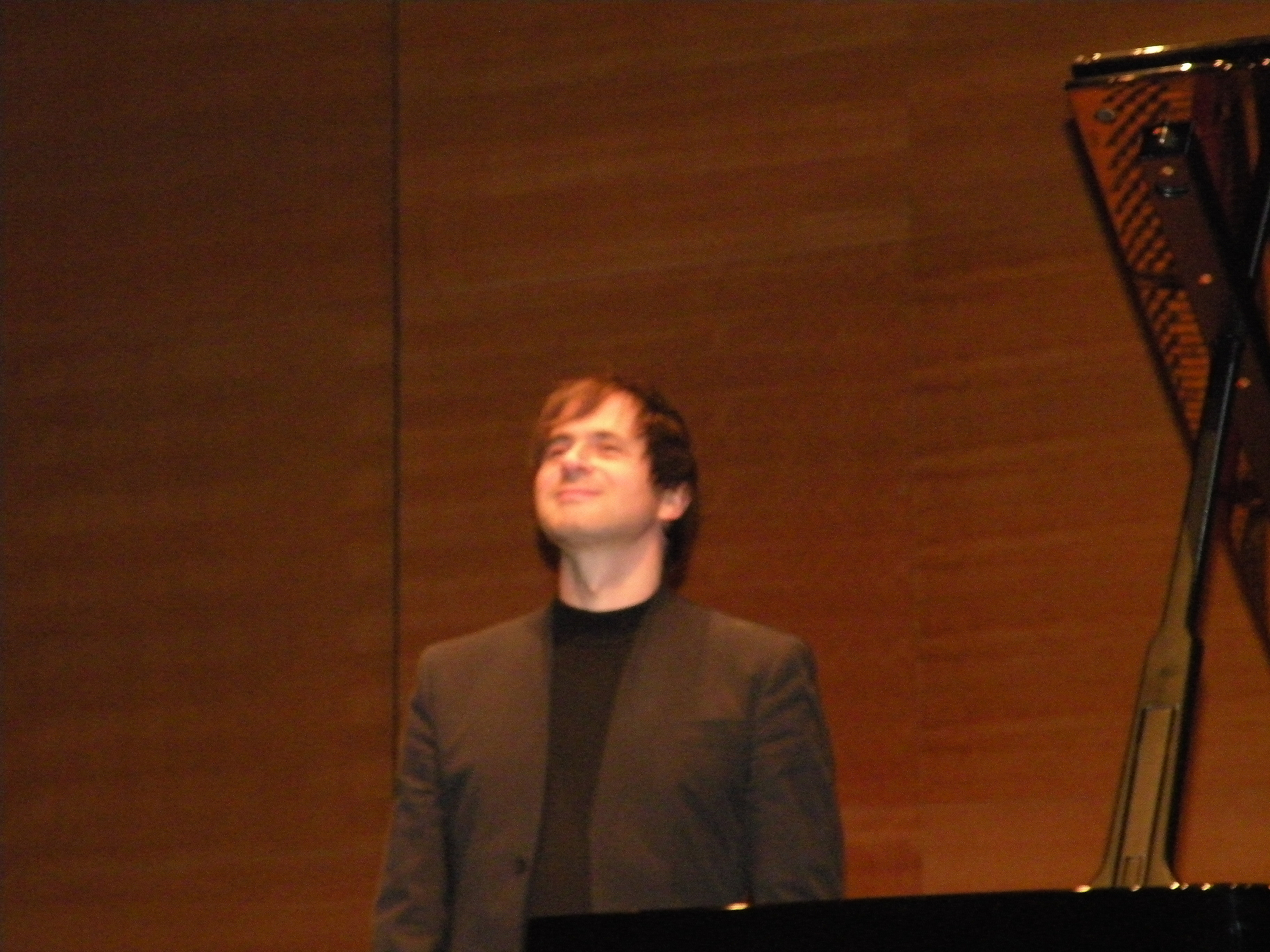
Piotr Anderszewski in 2009

Piotr Anderszewski (Warschau, 4 april 1969) is een Poolse pianist.
Anderszewski werd in Warschau geboren en begon met pianospelen op zesjarige leeftijd. Hij bezocht het conservatorium in Lyon in Frankrijk en Straatsburg, de Muziek Academie van Warschau en de muziekafdeling van de University of Southern California in Los Angeles. Anderszewski heeft opnamen gemaakt bij de labels Phillips en Virgin Classics en Bruno Monsaingeon heeft een filmdocumentaire over hem gemaakt. Op DVD staat de registratie van de Diabellivariaties van Beethoven.
In 2024 won Anderszewski een Edison in de categorie Solist Instrumentaal.